# Solferinói csata
A solferinói csata a szárd–francia–osztrák háború döntő ütközete volt. 1859. június 24-én zajlott le Délkelet-Lombardiában, Solferino község környékén, a Piemont felől visszavonuló osztrák császári haderő, másfelől az őket követő francia császári és a vele szövetséges szárd–piemonti királyi haderő között. A csapatokat az uralkodók személyesen irányították. A Garda-tótól délre lezajlott ütközet az osztrák császári haderő döntő vereségével és visszavonulásával végződött. A solferinói vereség az egész háború végét jelentette, I. Ferenc József fegyverszünetet kért, amit III. Napóleon elfogadott, mivel hadseregét szintén súlyos veszteségek gyengítették, és tartania kellett a porosz hadüzenettől is. A háborút lezáró békeszerződésben Ausztria végleg elveszítette Lombardiát és az itáliai Habsburg szekundogeniturákat (Parmát, Toszkánát, Reggio–Modenát) is, amelyeket II. Viktor Emánuel szárd–piemonti király szerzett meg. A Habsburg Birodalom észak-itáliai főhatalma megtört, a győztes Szárd Királyság tovább terjeszkedhetett, és megvalósíthatta Itália egyesítését Viktor Emánuel király koronája alatt.

## Előzmények

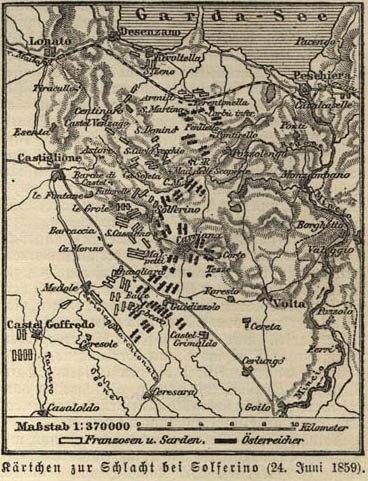
A csata osztrák térképen

A szárd–francia–osztrák háború azért tört ki, mert a Szárd Királyság támogatta az akkor az Osztrák Császársághoz tartozó Lombard–Velencei Királyság elszakadási törekvéseit. III. Napóleon francia császár támogatta Cavour gróf, szárd miniszterelnök terveit az olasz egység monarchikus létrehozására. Ennek mentén kötötték meg 1858-ban azt a piemonti–francia egyezményt, melynek értelmében III. Napóleon Savoya és Nizza átadásának fejében katonai segítséget is nyújtott ehhez.
A háború 1859. április 29-én kezdődött. Az osztrák Déli Hadsereg (Südarmee) Gyulai Ferenc táborszernagy parancsnoksága alatt átkelt a Tessin (Ticino) folyón és három oszlopban benyomult Piemontba.
Gyulay külön-külön kívánta megtámadni a még felvonulóban lévő hadseregeket, de Ferenc József császár egyetlen, „szabályos” döntő ütközetet akart. Utasítására Gyulay visszavonult Lombardia határára, a Mincio folyóig. Az osztrák csapatok Biella és Pavia között hosszú, elnyújtott vonal mentén foglaltak állást, de kedvező helyzetüket nem használták ki gyors támadások indítására. Május végére az ellenséges szövetség haderői egyesültek egymással, erősítéseket kaptak, és átvették a kezdeményezést.
Május 26-án Garibaldi egységei Varesénél vereséget mértek az osztrák csapatokra, majd a francia–szárd szövetségesek több csatában a fő fronton is visszavetették az osztrákokat. Gyulay táborszernagy gyors visszavonulást rendelt el, hogy megelőzze Milánó elfoglalását. Június 3-án a Bécsből odaküldött Heinrich von Heß táborszernagy Gyulayt felülbírálva előrenyomulást rendelt el. 1859. június 4-én a magentai csatában az osztrákok súlyos vereséget szenvedtek. Néhány nap alatt elveszett Milánó, Bergamo és Brescia. Gyulay csapatai Veneto határáig hátráltak, a táborszernagy az Erődnégyszögre (Quadrilatero) támaszkodva védelemre készült.
Június 16-án a hadszíntérre érkezett a fiatal és tapasztalatlan Ferenc József császár, aki leváltotta Gyulayt, helyére a császári-királyi 2. hadsereg élére Franz von Schlik lovassági tábornokot helyezte. Az ifjú uralkodó saját kezébe vette a főparancsnokságot és ismét előrenyomulást rendelt el. A Chiese folyónál tervezte saját „mindent eldöntő támadását”. Június 23-án két újonnan szervezett, megerősített osztrák hadsereg ismét átlépte a Mincio folyót és a Piemont felől érkező ellenség ellen vonult.

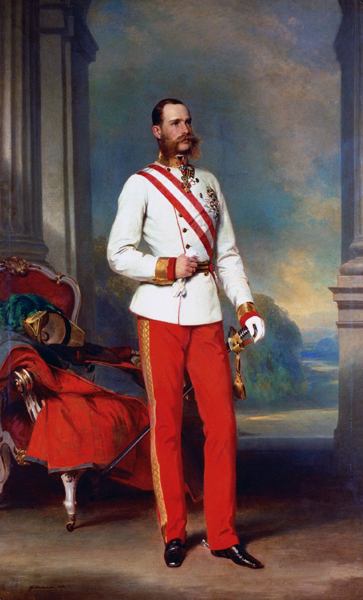
I. Ferenc József osztrák császár
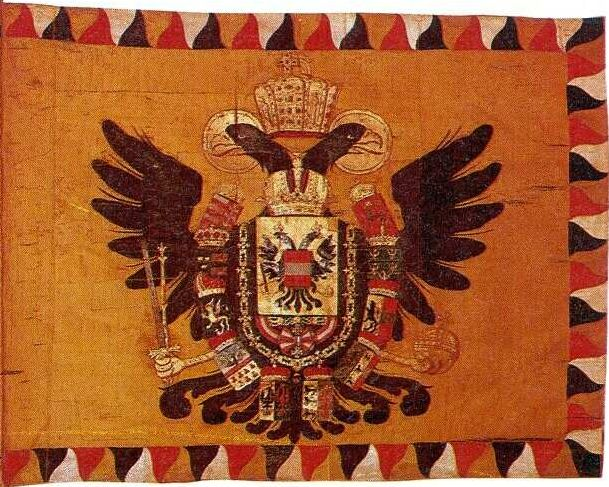
A Császári-Királyi Hadsereg csapatzászlaja (k.k. Truppenfahne)
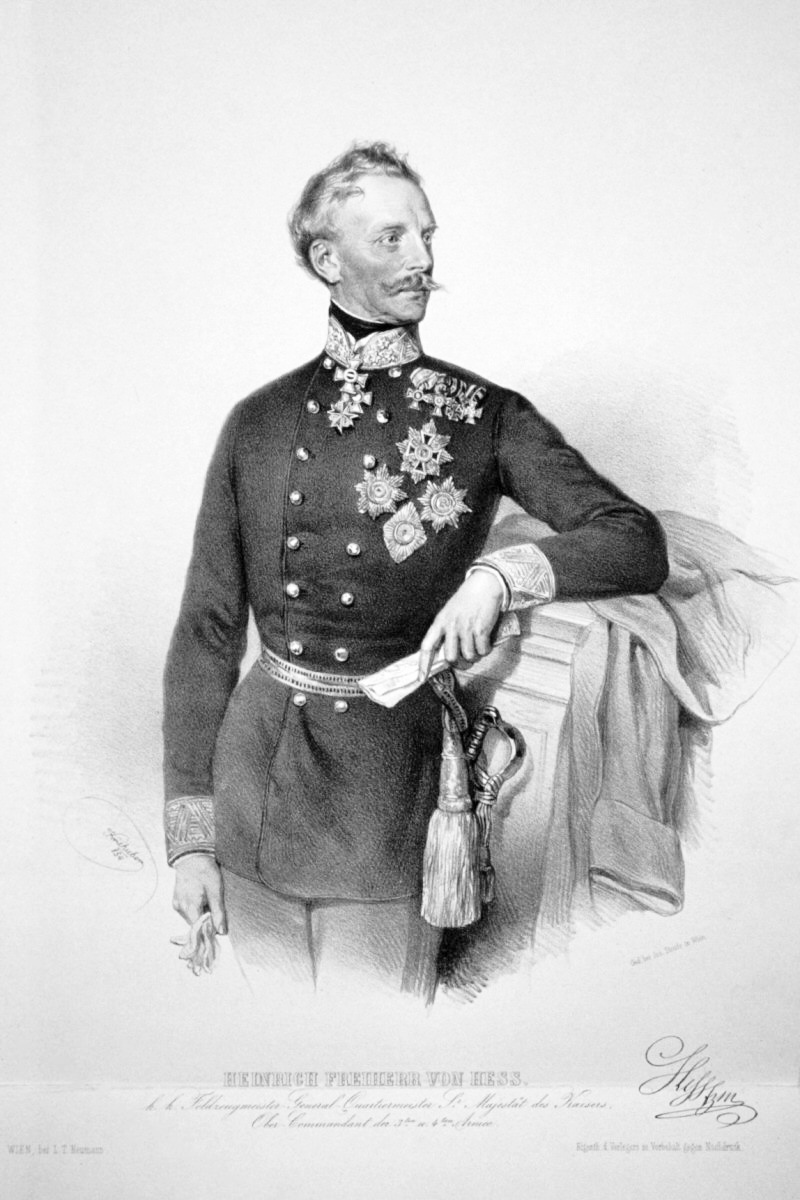
Heinrich von Heß tábornagy
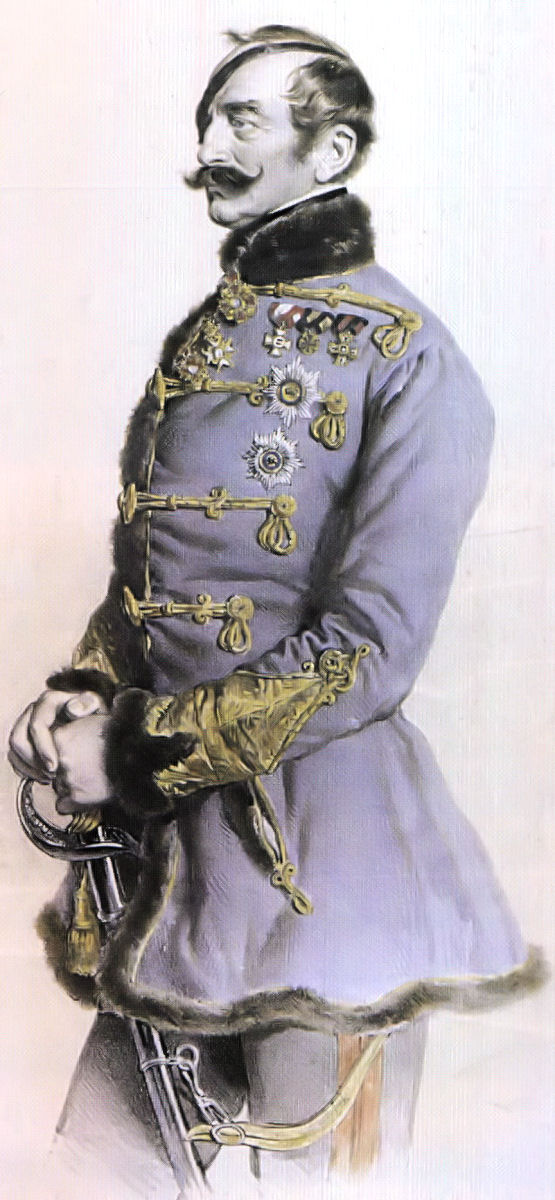
Franz von Schlik lovassági tábornok
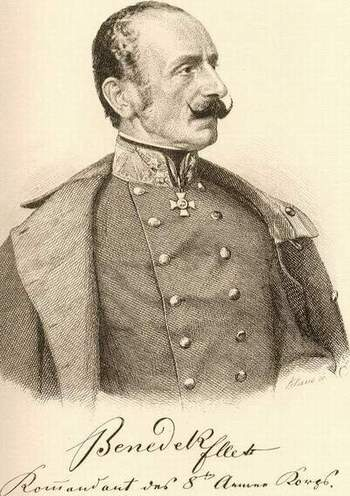
Benedek Lajos altábornagy
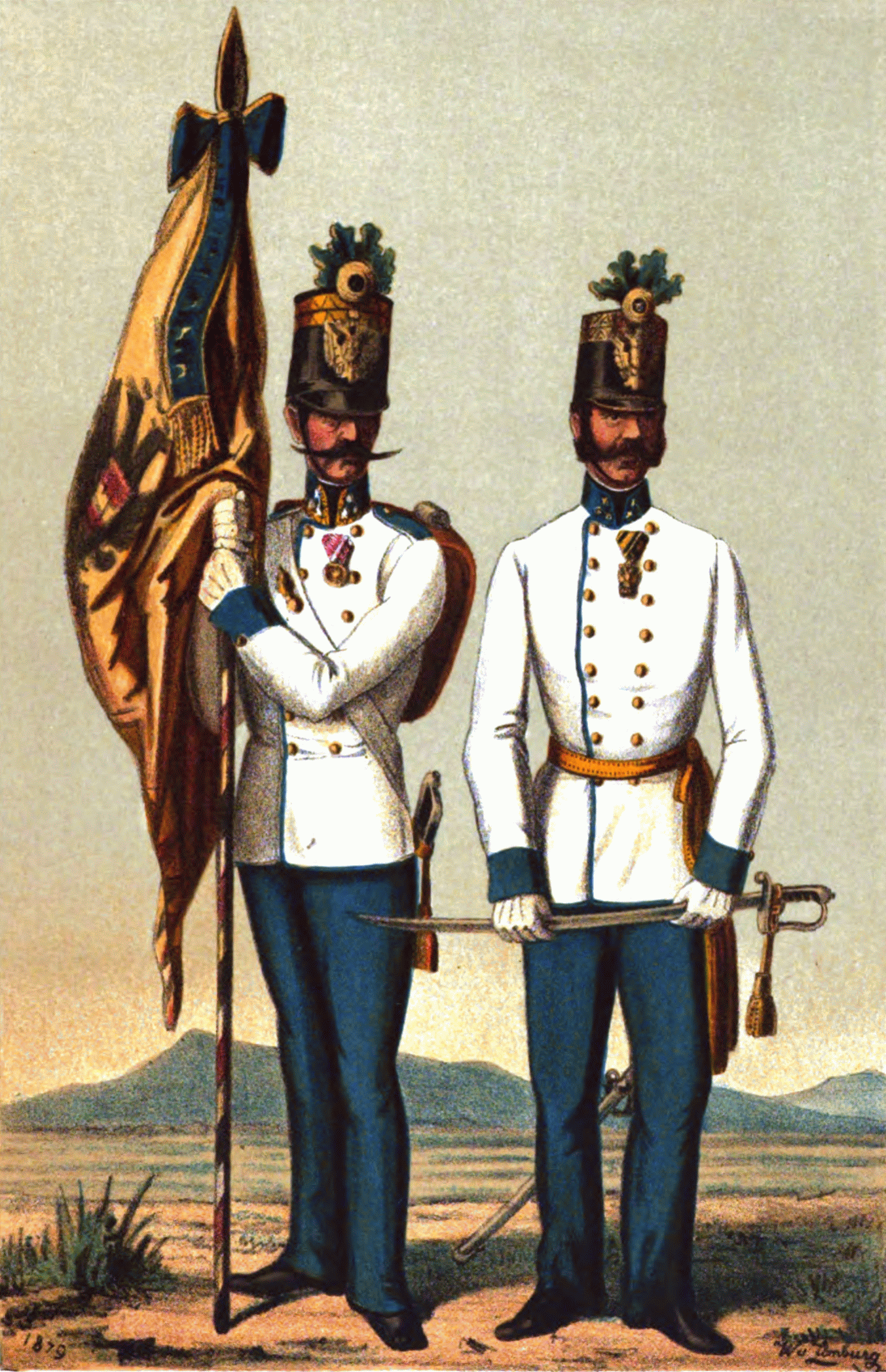
Tiszt és zászlós az osztrák Császári-Királyi Hadsereg német gyalogezredeiből az 1850-1860 között rendszeresített egyenruhában
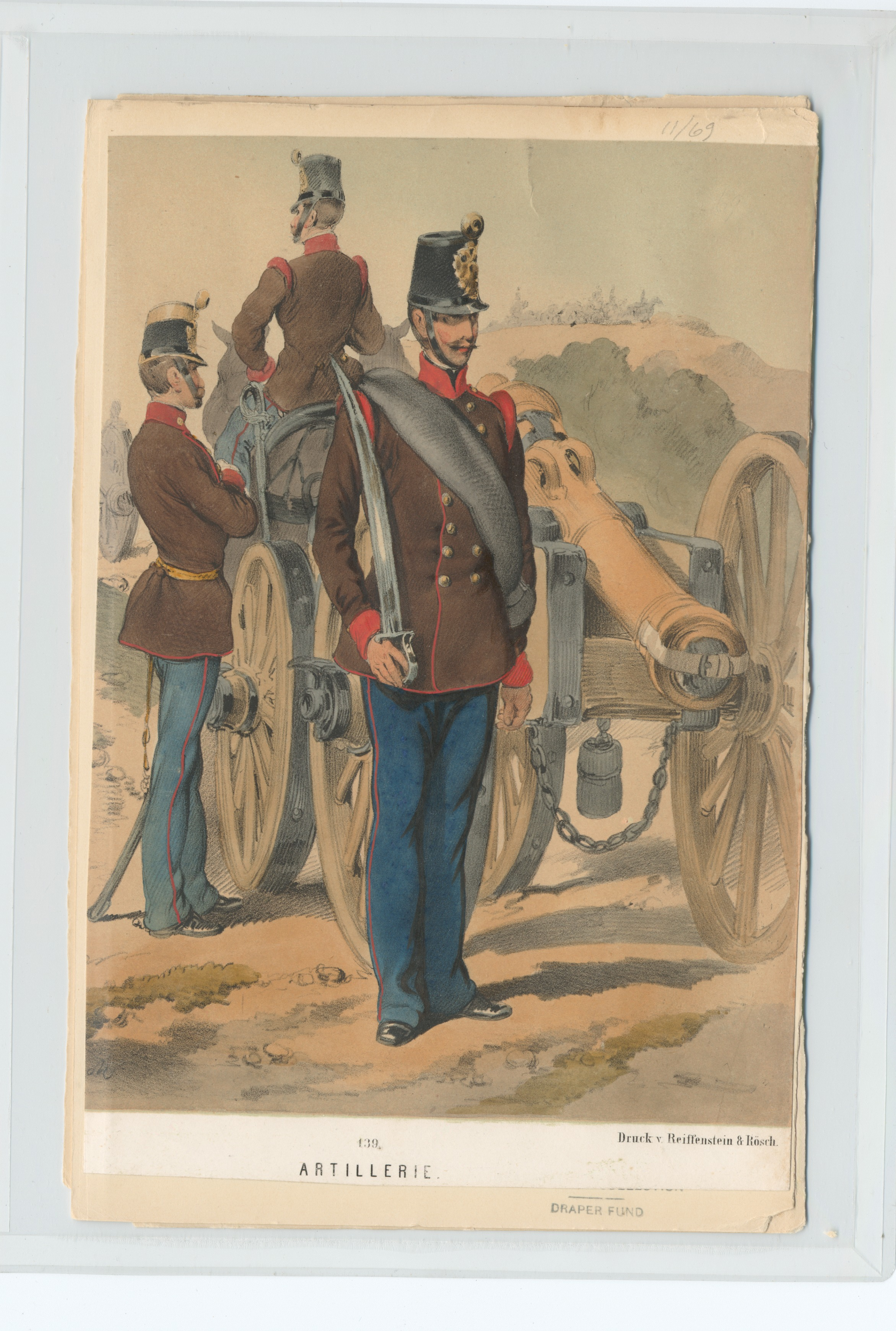
Osztrák császári-királyi tüzérek

## A csata

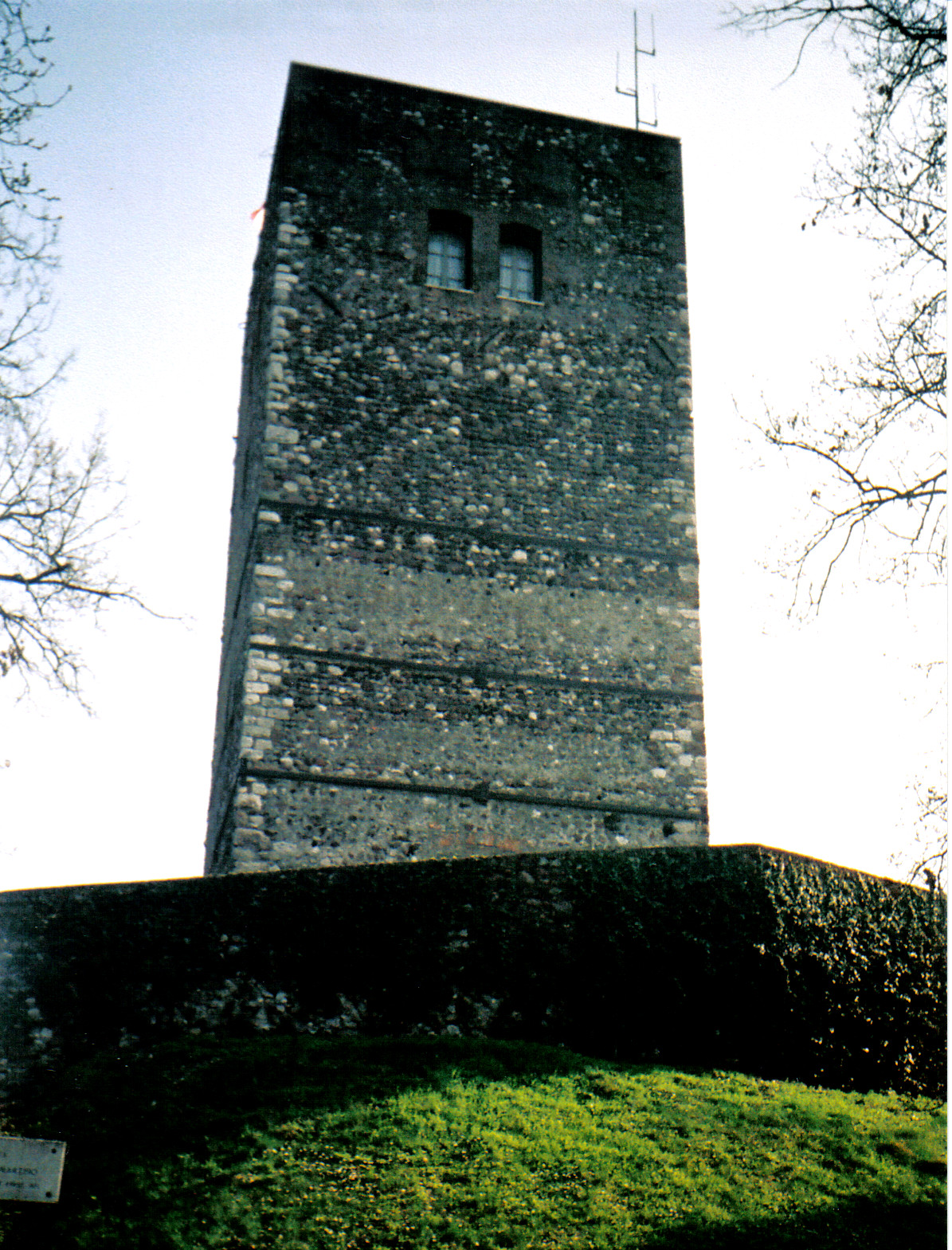
A Spia d’Italia torony

Ezzel egy időben III. Napóleon is parancsot adott csapatainak, hogy nyomuljanak előre, ezért a két, mozgásban lévő ellenséges hadsereg nem várt helyen találkozott össze. Miközben a piemontiak San Martino (ma San Martino della Battaglia, Desenzano del Garda része) mellett az osztrákok jobbszárnyával (Benedek Lajos altábornagy VIII. hadtestével) harcoltak, a franciák tőlük délre Solferino mellett az osztrákok fő erőivel bocsátkoztak harcba.
A csatában a szárdok és franciák oldalán mintegy 120 000, míg az osztrákok oldalán közel 110 000 katona csapott össze. A csata hajnali 3 órakor úgy kezdődött, hogy a két, a hosszú gyaloglástól elgyötört és rosszul ellátott hadsereg teljesen váratlanul összetalálkozott. Az összecsapásokra egy kb. 16 kilométer hosszúságú fronton került sor, mindkét részről többszöri támadással és visszavonulással, és ez szinte egész nap tartott. A szárazságot és hőséget délután 4 óra körül vihar és eső váltotta fel.
A csatateret uraló domb (tszf. 200 m) tetején álló, 23 méter magas középkori öregtorony, a Gonzagák által 1020 körül épített „Spia d’Italia” (kb. „Itáliai kém”), amelynek tetejéről akár 10 km távolságig is be lehetett látni a környéket, stratégiai fontosságú hadvezetési pont volt, amelynek birtoklása mindkét fél számára életfontosságú volt. A csata kezdetén az osztrákok tartották megszállva, a francia 2. dandár ostromolta, váltakozó sikerrel. Végül III.  Napóleon saját elit testőrségét, a Császári Gárdát is harcba küldte, akik a hegyet megmászva, véres közelharcban végleg elűzték a védőket. A torony az olaszok győzelmének szimbólumává vált. Bár az osztrákoknak több ágyújuk volt, a francia tüzérség vadonatúj, 1858-ban rendszeresített La Hitte-rendszerű (Système La Hitte) huzagolt csövű ágyúkkal bírt, amelyek nagy hatótávolságra voltak képesek lőni. Az osztrák gyalogság harc közben annyira kikerült saját tüzérsége hatótávolságából, hogy a harc során nem kaphatott tűztámogatást, ezzel szemben a francia ágyúk folyamatosan lőtték őket.
A csatában összesen mintegy 30 000 katona veszítette életét vagy sebesült meg. Mindkét oldalon legalább 10 000 katona eltűnt vagy fogságba esett és további mintegy 40 000 betegedett meg a csatát követő napokban a hiányos táplálkozás, a megerőltetés és a nem kielégítő orvosi ellátás miatt. A legtöbb katona nem a harci cselekmények során halt meg, hanem később, a sebesüléseik következtében. A solferinói ütközet a waterlooi csata óta a legvéresebb katonai összecsapás volt. A csatára a legjellemzőbb volt az áldozatok elégtelen orvosi ellátása, mivel a katonai egészségügyi alakulatok mindkét oldalon rendkívül rosszul voltak ellátva mind emberrel, mind felszerelésekkel. A sebesülteket gyakran magukra hagyták, miután kimentették őket a harcmezőről, de volt, akit egyszerűen otthagytak. Az élelem és a víz is elégtelen mennyiségben állt rendelkezésre, ráadásul az is higiéniai szempontból kifogásolható minőségben.

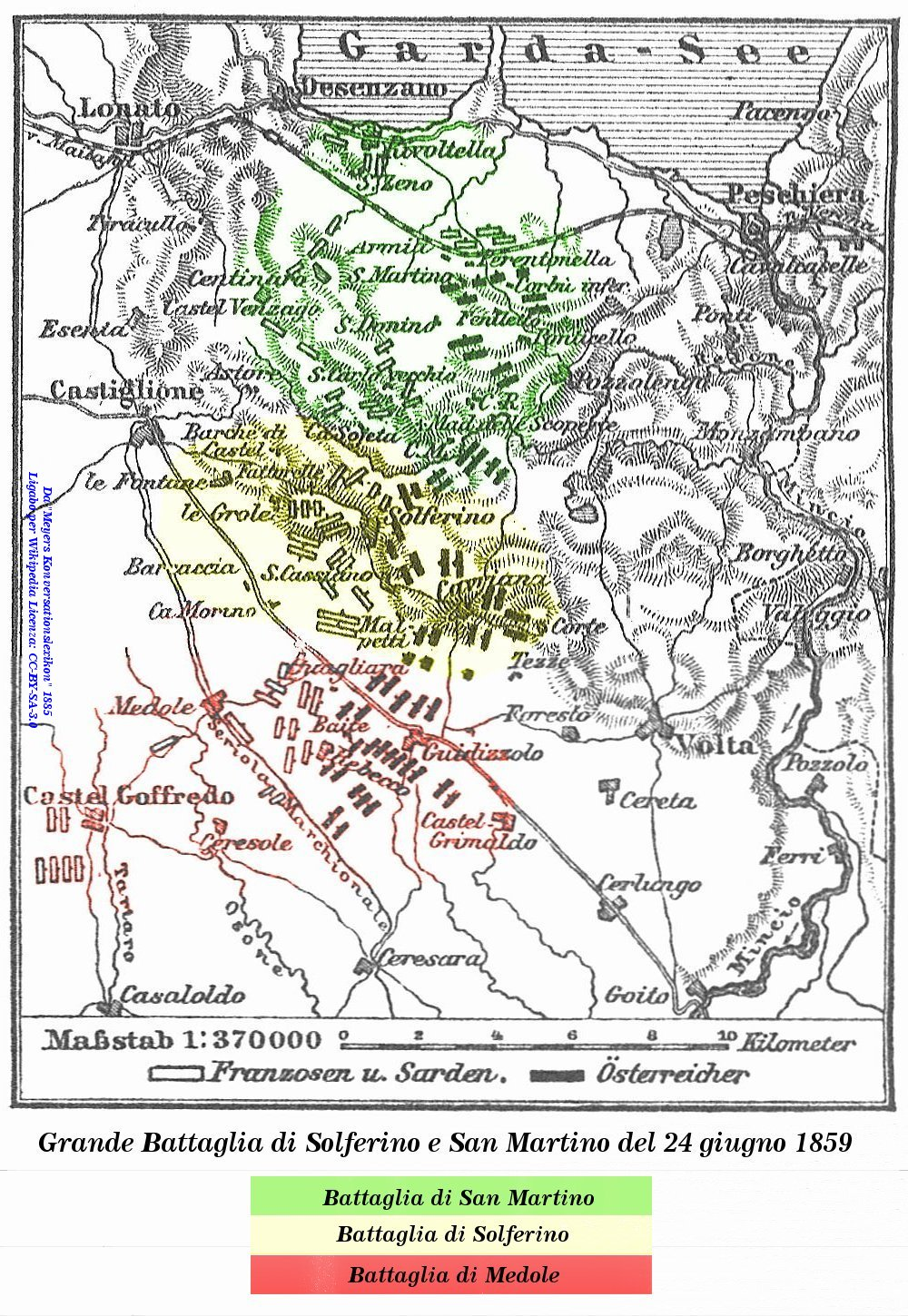
A csata olasz térképen.
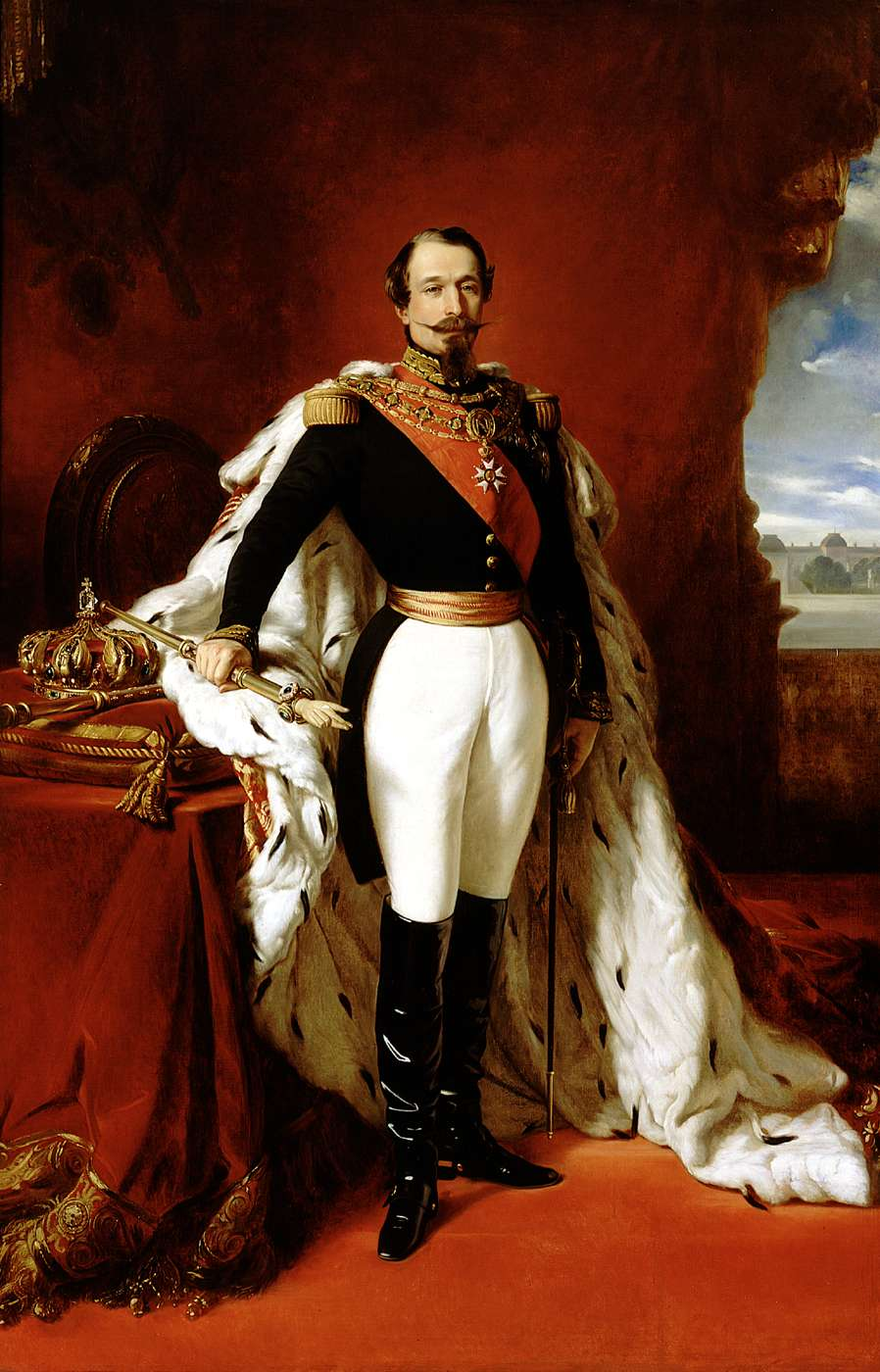
III. Napóleon francia császár.
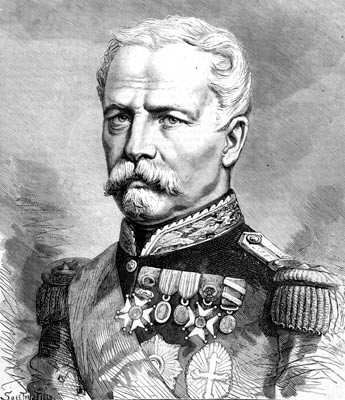
Patrice de Mac-Mahon francia marsall.
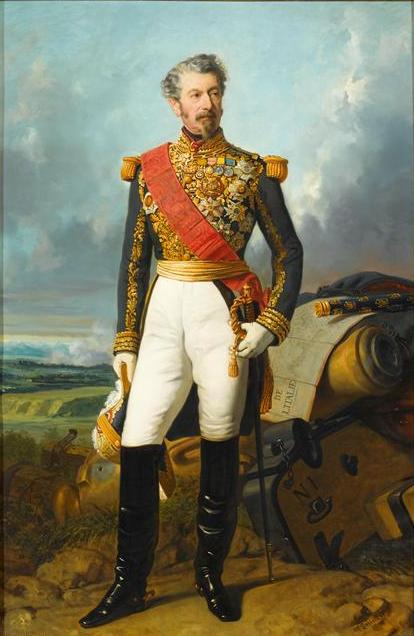
Adolphe Niel francia marsall.
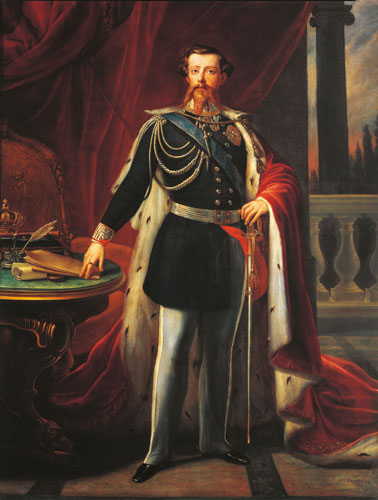
II. Viktor Emánuel szárd–piemonti király.
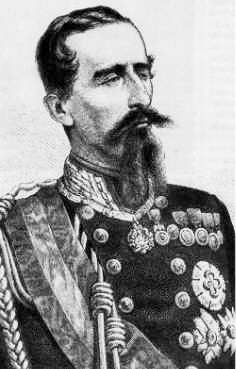
La Marmora szárd–piemonti tábornok
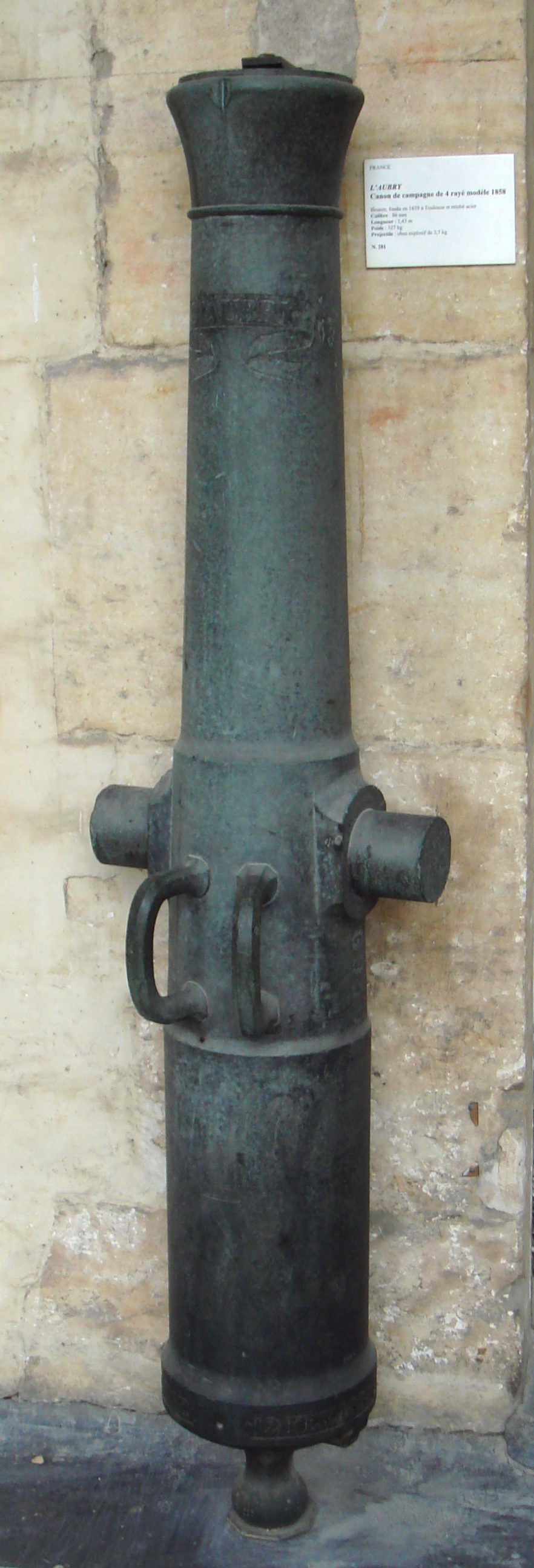
La Hitte-rendszerű, huzagolt csövű francia 8 fontos tábori ágyú (Canon de campagne de 4 rayé modèle 1858) Hossz: 1,43 m, tömeg: 327 kg, lövedék: 3,7 kg (8 font).

## Következmények

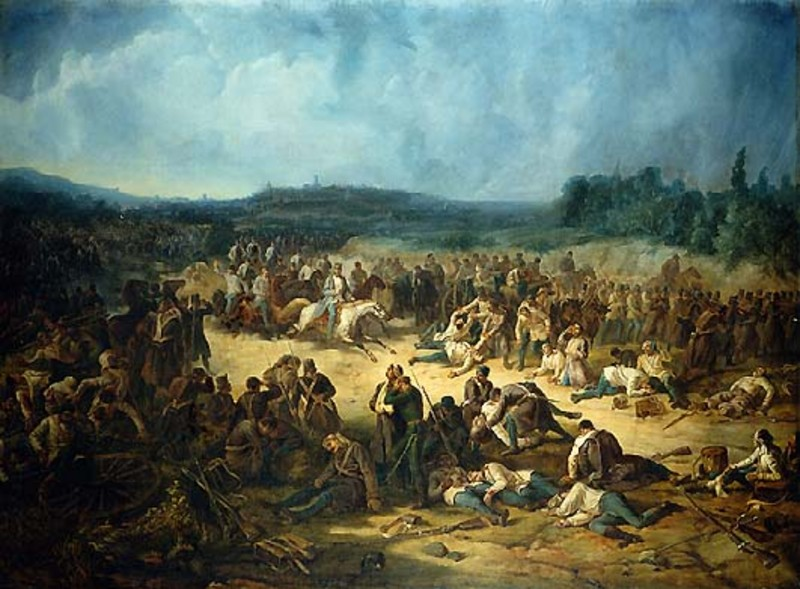
Henri Dunant a solferinói csatatéren.

A csata az ifjú Ferenc József számára az első harctéri csatavesztést hozta, a botcsinálta hadvezérnek megszégyenülve fegyverszünetet kellett kérnie. (A császári hadvezetés súlyos hibája volt, hogy Albert főherceget, a kiváló hadvezért presztízs-okokból távol tartották a frontvonaltól, és az osztrák Rajnai Hadsereg (Rheinarmee) szervezésével bízták meg. A megsemmisítő solferinói vereség után azonban a nyugati front megnyitására, a Franciaország ellen tervezett rajnai offenzívára már nem kerülhetett sor).
Az osztrák haderő súlyos, döntő vereséget szenvedett. Ki kellett üríteniük Lombardiát, és a venetói Erődnégyszög (Quadrilatero) védelmébe vonultak vissza, ahol elsáncolták magukat. A szárd–francia szövetség kimerült hadseregei nem kockáztathattak meg egy betörést a jól védett erődvidékre, előnyomulásuk elakadt. III. Napóleonnak érdekében állt a gyors megegyezés, mivel nem kívánta az Osztrák Császárság meggyengülését, és tartania kellett Poroszország beavatkozásától is. Július 12-én – a piemonti fél megkérdezése nélkül – a két császár aláírta a villafrancai fegyverszünetet, amelyben Ausztria csak Lombardiáról mondott le (Franciaország javára), de megtarthatta Venetó tartományt, és – Cavour szárd miniszterelnök nagy csalódására – a stratégiai fontosságú Erődnégyszöget is.
A szárd–francia–osztrák háborút a zürichi békeszerződés zárta le véglegesen 1859. november 10-én. Ennek értelmében Ausztria átengedte Lombardiát, a Velencével közös határfolyó, a Mincio mentén fekvő Mantova és Peschiera del Garda erődjeinek kivételével III. Napóleonnak, aki – eredeti terveinek megfelelően Savoyáért és Nizzáért cserébe – továbbadta azt a Szárd-Piemonti Királyságnak. A francia haderő távozása után Cavour szárd miniszterelnök népfelkeléseket szervezett, amelyek elűzték a Habsburg-hű uralkodókat Észak-Itália fejedelemségeiből, a Szárd–Piemonti Királyság bekebelezte Toszkánát, Parmát, Reggiót, Emiliát, a Pápai Állam területének nagy részét. Délen megdöntötték a Nápoly–Szicíliai Királyságot, amit szintén II. Viktor Emánuel szerzett meg.
A stratégiai fontosságú Erődnégyszög a szárd–francia–osztrák háború lezárása után is osztrák kézen maradt, az csak 1866-ban, a porosz–osztrák háború északi, porosz frontján elszenvedett osztrák vereség után, a békeszerződés feltételeként került az Olasz Királysághoz.

## A csata emlékezete
- Spia d’Italia: a csatamezőn álló, remek megfigyelőpontként szolgáló őrtorony a szárd királyi hadsereg győzelmének szimbólumává vált. Neve a korabeli magyar sajtóban: „a Talján Spion”.[4] A csata után itt kereste fel először Henri Dunant III. Napóleont, hogy segítséget kérjen a sebesültek ellátásához. A tornyot 1880-ban egy civil szervezet, a Società Solferino e San Martino felújította, és benne a csata emlékhelyét, kilátót és múzeumot rendeztek be.
- A solferinói csata évfordulóján, minden év június 24-én fáklyás felvonulást rendeznek (olasz neve Fiaccolata), amelynek során a Vöröskereszt több ezer munkatársa és segítője a szürkület beálltával égő fáklyákkal Solferinóból Castiglione delle Stivierébe vonul.
- A Gaspard Felix Nadar francia fotográfus egy hőlégballonról fényképezte a csata eseményeit. Ezeket tartják a történelem első légi felvételeinek.
- III. Napóleon a csata emlékére utcát nevezett el Párizsban (Rue Solférino), és később innen kapta a nevét a párizsi metró egyik megállója is, a Solférino.
- Landes megyében (Délnyugat-Franciaországban) 1863-ban III. Napóleon magánbirtokán egy Solférino nevű új községet alapított, az 1859-es győzelem emlékezetére.
- A csata szörnyűségei, az egészségügyi ellátó rendszerek csődje és a sebesült katonák szenvedései láttán határozta el a genfi illetőségű üzletember, Henri Dunant, aki csata idején a környéken tartózkodott, hogy megalakítja a Nemzetközi Vöröskereszt mozgalmat. A solferinói csatához kötik az első, 1864-es genfi egyezmény megkötését is.

## Szépirodalom
- Jókai Mór: Egy az Isten c. regényének XLVIII. fejezete (Online változat))

## Fordítás
Ez a szócikk részben vagy egészben  a   Schlacht von Solferino című német Wikipédia-szócikk fordításán alapul.  Az eredeti cikk szerkesztőit annak laptörténete sorolja fel. Ez a jelzés csupán a megfogalmazás eredetét és a szerzői jogokat jelzi, nem szolgál a cikkben szereplő információk forrásmegjelöléseként.